# Pristimantis pyrrhomerus
Espèce
Synonymes
- Eleutherodactylus pyrrhomerus Lynch, 1976

Statut de conservation UICN

 EN B1ab(iii) : En danger
Pristimantis pyrrhomerus est une espèce d'amphibiens de la famille des Craugastoridae.

## Répartition
Cette espèce est endémique du versant Ouest de la cordillère Occidentale en Équateur. Elle se rencontre dans les provinces de Pichincha, d'Imbabura, de Carchi, de Cotopaxi et de Bolívar entre 2 075 et 3 000 m d'altitude.

## Étymologie
Le nom spécifique pyrrhomerus vient du grec pyrrhos, couleur de feu, et de meros, la cuisse, en référence à l'aspect de cette espèce.

## Publication originale
- Lynch, 1976 : Three new leptodactylid frogs (genus Eleutherodactylus) from the Andean slopes of Columbia and Ecuador. Herpetologica, vol. 32, no 3, p. 310-317.